# 波羅兹
波罗兹（羅馬化：Poroz）是别尔哥罗德州格赖沃龙区的村庄。距離俄乌边境约2.79（1.73英里）。地處區中心格賴沃龍西北约16（9.9英里）。